# Svenska Boxningsförbundet
Svenska Boxningsförbundet (SBF) är specialidrottsförbundet för boxning. 1919 bildades förbundet och valdes in i Riksidrottsförbundet 1939. Kansliet ligger i Idrottens hus i Stockholm. Förbundet består av elva distriktsförbund som samlar ungefär 18 000 medlemmar i 190 amatörboxningsföreningar. I egenskap av specialidrottsförbund är SBF medlem i Riksidrottsförbundet, Sveriges Olympiska Kommitté, Amateur International Boxing Association, European Boxing Confederation och European Boxing Union. 1988 fick förbundet utmärkelsen "Bästa Olympiska förbund, 2009 belönades förbundet med priset "Årets idrottsförbund". 